# Nathalie Bauer
Pour les articles homonymes, voir Bauer.
Nathalie Bauer, née en 1964 à Paris, est une écrivaine et traductrice française.

## Biographie
Nathalie Bauer est titulaire d'un doctorat en histoire obtenu en 1992 à l'université Paris-Sorbonne, avec une thèse intitulée « Le Luxe et le cheval à la cour de Ferrare aux XVe siècle et début du XVIe siècle » réalisée sous la direction de Jacques Heers.
Écrivaine, inspirée notamment par W. G. Sebald, elle a utilisé dans Des garçons d'avenir, Les Indomptées et Les Complicités involontaires, sorte de trilogie du passé, des photos qui constituent, pour les deux premiers livres, un support narratif et, pour le troisième, les pièces du puzzle que Zoé, le personnage principal, tente d'assembler dans l'enquête qu'elle mène pour établir la vérité sur sa famille. En mêlant ainsi réalité et fiction, elle s'attache à démontrer que tout récit est mensonger et tout être fictif.
Elle est aussi traductrice depuis l'italien des œuvres de notamment Michela Murgia, Mario Soldati, Marcello Fois, Giovanni Arpino, Natalia Ginzburg, Federico De Roberto, Antonio Pennacchi, Marco Balzano et Primo Levi.

## Œuvres
- Zena, Paris, Éditions Jean-Claude Lattès, 2000, 229p.  (ISBN 2-7096-2179-7)
- Le Feu, la Vie, Paris, Éditions Philippe Rey, 2006, 283 p.  (ISBN 2-84876-075-3)[4]
- Des garçons d’avenir, Paris, Éditions Philippe Rey, 2011, 440 p.  (ISBN 978-2-84876-188-6)[3],[5]

- Finaliste du Prix Femina 2011
- Grand Prix du roman de la Société des gens de lettres 2012
- Prix des écrivains croyants 2012
- Les Indomptées, Paris, Éditions Philippe Rey, 2014, 496 p.  (ISBN 978-2-84876-412-2)[7]
- Les Complicités involontaires, Paris, Éditions Philippe Rey, 2017, 288 p.  (ISBN 978-2-84876-605-8) [8]
- Qui tu aimes jamais ne perdras, Paris, Éditions Philippe Rey, 2023, 304 p.  (ISBN 978-2-84876-984-4) [9]

### Traductions
- Fragile est la nuit, de Angelo Petrella , traduit de l'italien par Nathalie Bauer , éditions Philippe Rey , 2020  (ISBN 9782848767987)
- Le ladies football club , de Stéfano Massini , traduction de l'italien par Nathalie Bauer , 10/18 , 2022  (ISBN 9782264079985)
- Nous voulons tous être sauvés , de Daniele Mencarelli , traduit de l'italien par Nathalie Bauer , éditions Globe ,2022   (ISBN 9782383611004)
- L'exercice , de Claudia Petrucci , traduit de l'italien par Nathalie Bauer , 10/18 , 2022  (ISBN 9782264077950)
- La femme bonsaï , de Elisa Ruotolo , traduit de l'italien par Nathalie Bauer , éditions Cambourakis , 2022  (ISBN 9782366246957)
- Deux vies , de Emanuele Trevi , traduction de l'italien par Nathalie Bauer , éditions Philippe Rey , 2023  (ISBN 9782848769868)